# Lacarry
Pour les articles homonymes, voir Lacarry.
Lacarry est une ancienne commune française du département des Pyrénées-Atlantiques. En 1831, la commune fusionne avec Arhan et Charritte-de-Haut pour former la nouvelle commune de Lacarry-Arhan-Charritte-de-Haut.

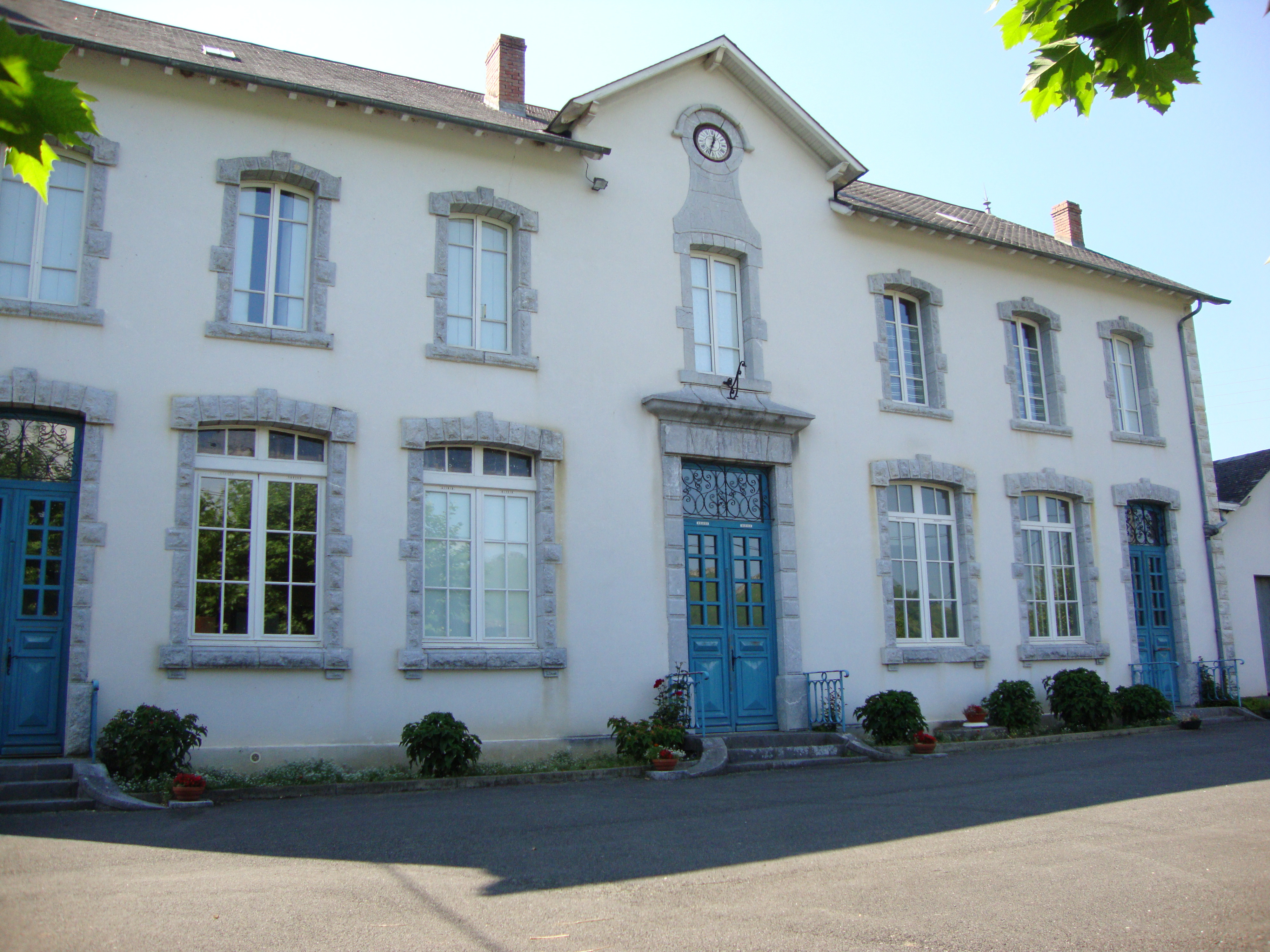
La mairie de Lacarry-Arhan-Charitte-de-Haut à Lacarry

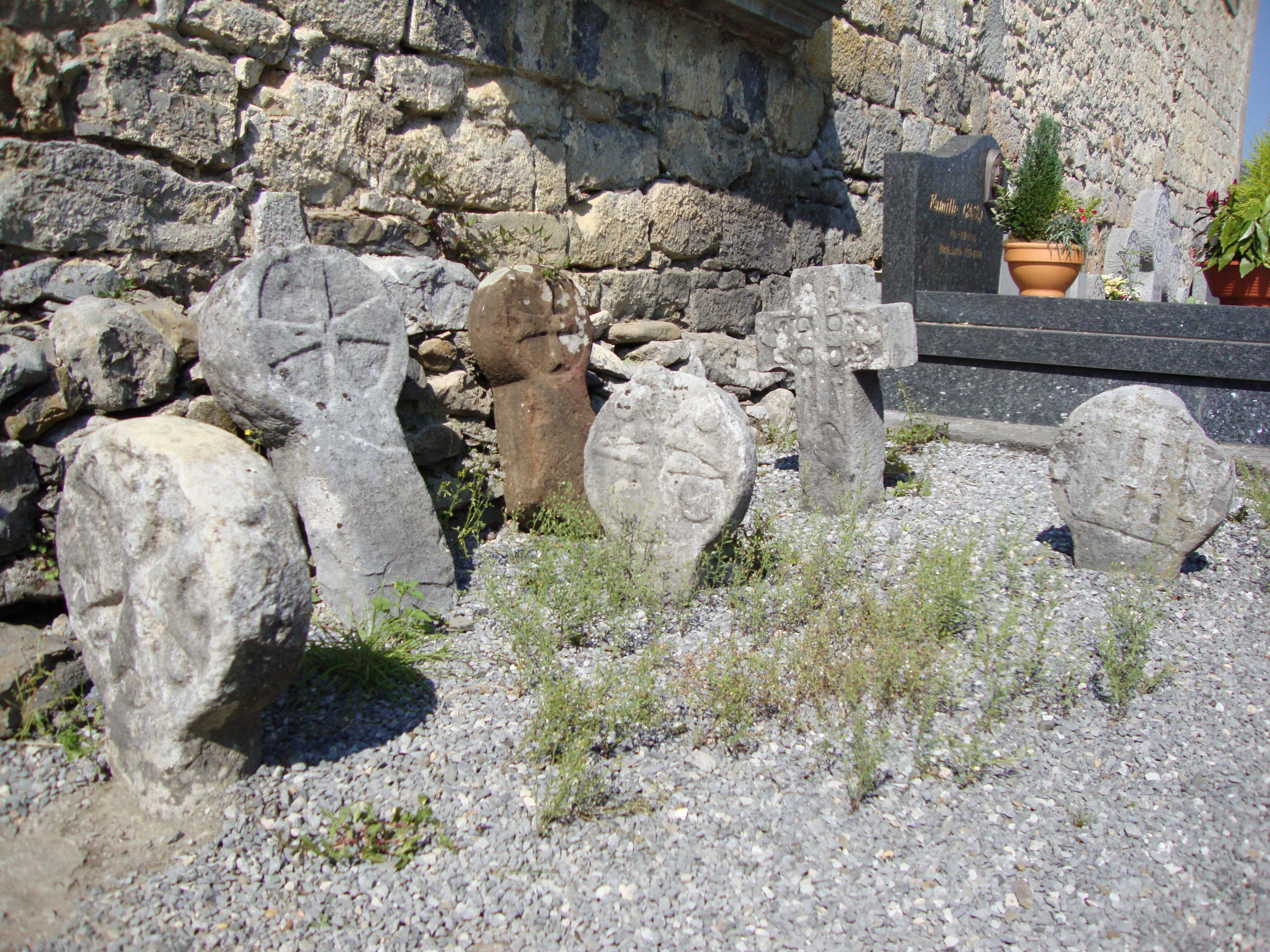
Stèles discoïdales

## Géographie
Lacarry fait partie de la Soule.

## Toponymie
Son nom basque est Lakarri.
Le toponyme Lacarry apparaît sous les formes 
Lachari (1178, collection Duchesne volume CXIV), 
Lacarri (1475, contrats d'Ohix) et 
Laccarri (1520, coutume de Soule).

## Démographie
| 1793 | 1800 | 1806 | 1821 |
| ---- | ---- | ---- | ---- |
| 305  | 321  | 322  | 335  |

## Culture locale et patrimoine

### Patrimoine religieux
L'église Saint-Étienne date de la fin du XVIIIe siècle. Un clocher lui a été ajouté, et elle a été modifiée dans la deuxième moitié du XIXe siècle.

## Pour approfondir